# Türk Ticaret Bankası
Türk Ticaret Bankası A.Ş. (TTB, en inglés: Turkish Trade Bank; literal, Banco Comercial de Turquía), conocido como Türkbank, fue fundado en 1913 en la localidad de Adapazarı por un grupo de inversores privados como banco regional bajo el nombre de Adapazarı Islam Ticaret Bankası. Más tarde, en 1937, cambió su nombre por el de Türk Ticaret Bankası A. Ş, y trasladó su sede a Estambul en 1952.

## Nacionalización
Türkbank fue nacionalizado por el Gobierno turco en 1994, después de una grave crisis financiera motivada por las turbulencias internacionales tras la caída del muro de Berlín y los cambios de moneda. 
Previamente, se sucedieron distintos escándalos que terminaron con la dimisión del Gobierno de Mesut Yılmaz. El banco entró en liquidación el 9 de agosto de 2002.